# Sara Ibrahim Abdelgalil
Sara Ibrahim Abdelgalil (en arabe : سارة إبراهيم عبد الجليل) est une médecin soudanaise basée au Royaume-Uni et  défenseure de la démocratie dans la diaspora soudanaise. Membre de Médecins pour les droits de l'homme au Soudan, elle met l'accent sur la protection des enfants et participe aux manifestations soudanaises de 2018-2019 et contre à celle contre le coup d'État militaire de 2021, en tant que porte-parole de l'Association des professionnels soudanais.

## Biographie

### Jeunesse et éducation
Sara Ibrahim Abdelgalil est la fille d'Ibrahim Hassan Abdelgalil, professeur d'économie à l'Université de Khartoum, décédé le 14 octobre 2018. Elle décroche une double licence en médecine et en chirurgie de l'Université de Khartoum en 1998 ,.

### Carrière médicale
Sara déménage au Royaume-Uni, en 2001, où elle obtient une maîtrise en pédiatrie tropicale et santé infantile à Liverpool School of Tropical Medicine (en) en 2002 ,.
Elle rejoint le Collège royal de pédiatrie et de santé infantile (en) et est pédiatre consultante depuis 2003 à l'hôpital universitaire de Norfolk et Norwich (en),.
Professeure associée à l'université St. George's (en) depuis 2015, elle est experte en assistance humanitaire d'urgence, mettant sa compétence à profit pour un impact positif sur les populations vulnérables et les enfants . Elle est reconnue comme experte en engagement de la diaspora par le Forum de la diaspora de l'Union européenne,.

## Activisme
Sara est membre de l'association Médecins pour les droits de l'homme du Soudan , et se concentre sur la protection de l'enfance dans le contexte difficile du Soudan .
Elle dirige le Syndicat des médecins du Soudan entre 2017 et 2020,. Elle se fait porte-parole de l'Association des professionnels soudanais,, pour laquelle elle participe aux manifestations soudanaises de 2018-2019 contre le gouvernement d'Omar el-Béchir,, en déclarant sur la chaîne Al Jazeera que « les gens dans les rues protestent simplement pour avoir du carburant et du pain. Ils protestent parce qu'il y a un échec général de tout le système » .
Avant la guerre du Soudan de 2023, elle joue un rôle dans la mobilisation du soutien contre le coup d'État militaire du 25 octobre 2021 et la violence de l'État contre les manifestants pacifiques,,. Mais, pendant la guerre, Sara affirme que « les médecins ne prennent parti dans aucun conflit armé ; ils travaillent dur pour sauver des vies » ,.
Elle exerce en tant que consultante pour l'entreprise sociale Shabaka, où elle participe à la cartographie de la diaspora soudanaise en vue de l'aide humanitaire et à la création d'une unité de coordination de crise.
Cofondatrice de l'ONG Governance Programming Overseas au Soudan, Sara informe et sensibilise les jeunes aux principes de gouvernance, de démocratie et de droits de l'homme .

### Note
- (en) Cet article est partiellement ou en totalité issu de l’article de Wikipédia en anglais intitulé « Sara Ibrahim Abdelgalil » (voir la liste des auteurs).